# Selenicereus chrysocardium
A Selenicereus chrysocardium egy különleges, hajtásain másodlagosan levélszerű karéjokat fejlesztő kúszó epifita kaktusz, melyet hatalmas, sárga közepű fehér virágai miatt mind gyakrabban termesztenek. Hajtásai miatt kapta angol Fernleaf cactus (páfránylevél-kaktusz) nevét. A latin chrysocardium szó aranyló közepű-t (aranyszívű-t) jelent.

## Elterjedése és élőhelye
Mexikó, Chiapas állam, Santa Lucia és Río Napak környékén esőerdőkben, alacsony tengerszint feletti magasságban.

## Jellemzői
Kapaszkodó hajtású növény, hajtásai erősen karéjosak, szárnyaltak, laposak, viszonylag vékonyak a bordák. A karéjok 150 mm hosszúak is lehetnek. A hajtások töve hengeres, 10 mm átmérőjű. Areolái kicsik, 2-3 sertetövist hordoznak csupán. Virágai 320 mm hosszúak, pericarpiuma mindössze 20 mm hosszú, 3–7 mm hosszú pikkelyekkel borított, melyek hónaljában 2-4 serteszerű tövis fejlődik, melyek 2–4 mm hosszúak. A tölcsér 160 mm hosszú, 12,5 mm átmérőjű, világoszöld színű, felső része bíboros árnylatú, pikkelyei 8–12 mm hosszúak, zöldek. A külső szirmok 8–10 mm szélesek, piszkos bordó színűek, lándzsa formájúak, kihegyezettek, a belső szirmok 15–25 mm szélesek, lándzsa alakúak. A porzók sárgák, a bibe krémfehér. A termés tövisekkel borított.

## Rokonsága és felfedezése
Alexander és Backeberg szerint a faj az Epiphyllum (Marniera) fajokkal áll rokonságban.
A növényt, melynek Epiphyllumokra emlékeztető hajtásai majdhogynem páfrányleveleknek tűnnek Thomas Baillie MacDougall fedezte fel 1951-ben, aki a következő bejegyzést tette a felfedezésről:
<<…egy esős péntek reggelen….egy orchideáktól, törpepálmáktól, broméliáktól, begóniáktól, páfrányoktól és virágzó liánoktól hemzsegő „botanikus paradicsomnak” számító árnyas völgybe ereszkedtünk le a Chiapas-beli La Selva Negra-ban keresztül a ködön valamint a tölgy- és fenyőfák alkotta rengetegen, amikor egy figyelemre méltó növényen akadt meg a tekintetem. A közelebbi szemügyre vétele nem hagyott kétséget afelől, hogy egy kaktusszal van dolgom, mely elsőre valamilyen Epiphyllumnak tűnt: terresztrikus, kapaszkodó növény, melynek hajtásai ha elérték a humuszos talajt, újra legyökereztek és új bokrot formáltak….A herbáriumi lapon eltett hajtás…teljesen meglepett, mikor néhány nap múlva azt tapasztaltam, hogy teljesen kiszáradt, akár egy igazi levél…>>